# Karin Posch
Karin Posch (* 14. Dezember 1961) ist eine ehemalige österreichische Judoka. Sie war 1982 Weltmeisterschaftsdritte und 1985 Europameisterschaftszweite.

## Sportliche Karriere
Karin Posch war 1980, 1981, sowie von 1983 bis 1985 österreichische Meisterin im Halbschwergewicht, der Gewichtsklasse bis 72 Kilogramm. 1986 siegte sie im Schwergewicht.
Ihre erste internationale Medaille erkämpfte Posch bei den Europameisterschaften 1981 in Madrid, als sie Bronze im Halbschwergewicht gewann. Bei den Weltmeisterschaften 1982 in Paris unterlag sie im Viertelfinale der Deutschen Barbara Claßen. Mit Siegen über die Norwegerin Kari Nordheim und über die Australierin Geraldine Dekker erkämpfte Posch eine Bronzemedaille.
Bei den Europameisterschaften 1983 in Genua gewann Posch zwei Bronzemedaillen. Im Halbschwergewicht unterlag sie im Achtelfinale der Belgierin Ingrid Berghmans, in der offenen Klasse verlor sie im Halbfinale gegen Berghmans. In beiden Klassen erreichte Posch den Kampf um Bronze, den sie im Halbschwergewicht gegen die Niederländerin Marieke Blauw und in der offenen Klasse gegen die Französin Véronique Vigneron gewann. Bei den Weltmeisterschaften 1984 in Wien schied Posch sowohl im Halbschwergewicht als auch in der offenen Klasse im Achtelfinale aus.
1985 bei den Europameisterschaften in Landskrona verlor sie im Halbfinale des Halbschwergewichts gegen Barbara Claßen, gewann aber den Kampf um Bronze gegen die Niederländerin Anita Staps. In der offenen Klasse erreichte Posch mit einem Halbfinalsieg über die Französin Laetitia Meignan das Finale und erhielt die Silbermedaille hinter der Niederländerin Marjolein van Unen.